# Sindicat de Treballadors de l'Ensenyament del País Valencià
Sindicat de Treballadors de l'Ensenyament del País Valencià-Intersindical Valenciana (STEPV-IV) és un sindicat valencià que agrupa els treballadors del sector de l'ensenyament primari, secundari i universitari. Es defineix com a sindicat de classe i sense obediència política. Fou fundat com a STEPV el 1978 i a les eleccions sindicals de 2003 fou el sindicat més votat al País Valencià en el sector de l'ensenyament.